# ヘーベルラインブレーキ

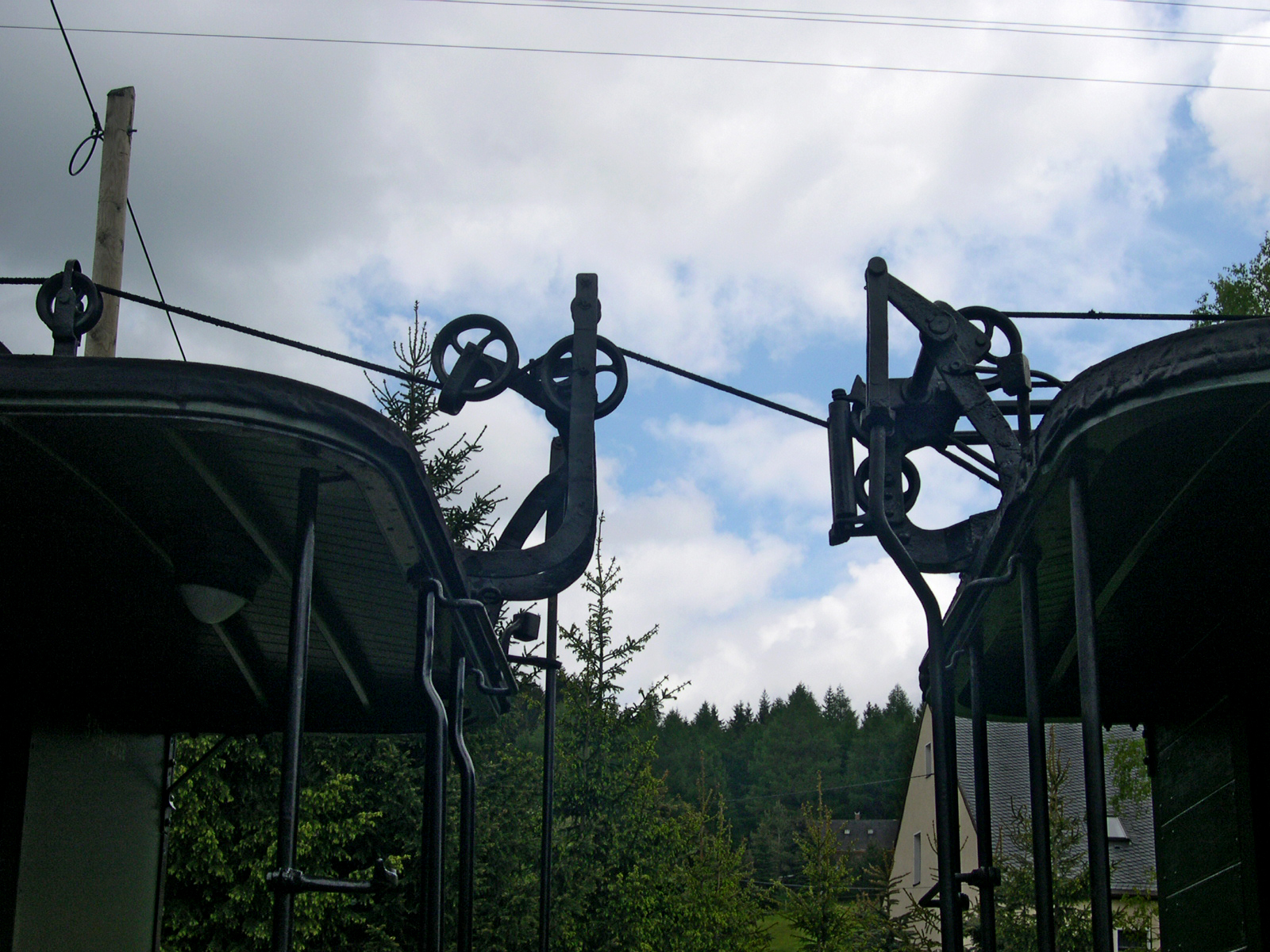
ザクセン州の狭軌鉄道（プレスニッツタル鉄道、Preßnitztalbahn）で用いられているヘーベルラインブレーキの屋根上設備、車両間を連結するケーブルと滑車

ヘーベルラインブレーキ（ドイツ語: Heberleinbremse）は、車両間に渡されたケーブルを利用した仕組みの、鉄道の貫通ブレーキである。主にドイツで用いられている。
このブレーキは、機関車の巻き上げ機によって操作される。軸の回転を利用したサーボ機構により、各車両の制輪子に荷重をかけていた重錘がケーブルとてこによって巻き上げられ、制輪子が制動位置から解放位置へ移動する。これにより列車は走行可能となり、適宜巻き上げ機を操作してケーブルを緩めることで制動が行われる。さらに列車分離事故などでケーブルが破断した場合、ケーブルによって吊り上げられていた重錘が重力に従って落下、制輪子が機能して非常ブレーキ作用が得られる仕組みになっている。ヘーベルラインブレーキの典型的な特徴としては、車両の天井の上に張られた外部からもはっきり見えるケーブルがあるが、シュプレーヴァルト鉄道 (Spreewaldbahn) のように車両の床下にケーブルが張られた例もある。ヘーベルラインブレーキは最終的には、主に空気ブレーキに、また狭軌の鉄道車両の一部では真空ブレーキに置き換えられた。
ヘーベルラインブレーキは、貫通ブレーキでありかつ自動ブレーキ（フェイルセーフ性がある）であるため、ドイツの鉄道では今もなお営業用のブレーキとして許可されており、特に低速の狭軌路線では用いられている。
ザクセン州のいくつかの狭軌鉄道では、ヘーベルラインブレーキを搭載した多くの車両が今でも見られる。レースニッツグルント鉄道 (Lößnitzgrundbahn)、ヴァイセリッツタル鉄道 (Weißeritztalbahn)、リッテルスグリュン狭軌鉄道博物館 (Schmalspurbahnmuseum Rittersgrün) などである。プレスニッツタル鉄道 (Preßnitztalbahn) では、ヘーベルラインブレーキを年に数回、定期的に使用している。
その動作方式のため、空気ブレーキや真空ブレーキに比べてヘーベルラインブレーキはブレーキがきくまでに大きな遅れがある。このため近年は、機関士や列車の乗務員はこの方式のブレーキを扱う際には適切な訓練を受けて経験を積む必要がある。
ケーブル方式のブレーキの一種であるゲルリッツブレーキ（Görlitzer Gewichtsbremse）もヘーベルラインブレーキと同様の仕組みで動作するが、細部の設計がかなり異なっている。貫通式シュミットブレーキ (kontinuierliche Schraubenradbremse System Schmid) も同様である。